# Chevagny-les-Chevrières
Chevagny-les-Chevrières ist eine französische Gemeinde mit 604 Einwohnern (Stand: 1. Januar 2022) im Département Saône-et-Loire in der Region Bourgogne-Franche-Comté. Sie gehört zum Arrondissement Mâcon und zum Kanton Hurigny (bis 2015: Kanton Mâcon-Nord).

## Geographie
Chevagny-les-Chevrières liegt in der Mâconnais im Weinbaugebiet Bourgogne. Umgeben wird Chevagny-les-Chevrières von den Nachbargemeinden La Roche-Vineuse im Norden und Nordwesten, Hurigny im Osten sowie Prissé im Süden und Westen.

## Bevölkerungsentwicklung
| Jahr                      | 1962 |     | 1975 | 1982 | 1990 | 1999 | 2006 | 2012 |
| ------------------------- | ---- | --- | ---- | ---- | ---- | ---- | ---- | ---- |
| Einwohner                 | 192  | 225 | 283  | 353  | 403  | 403  | 549  | 600  |
| Quelle: Cassini und INSEE |      |     |      |      |      |      |      |      |

## Sehenswürdigkeiten
- gotische Kirche

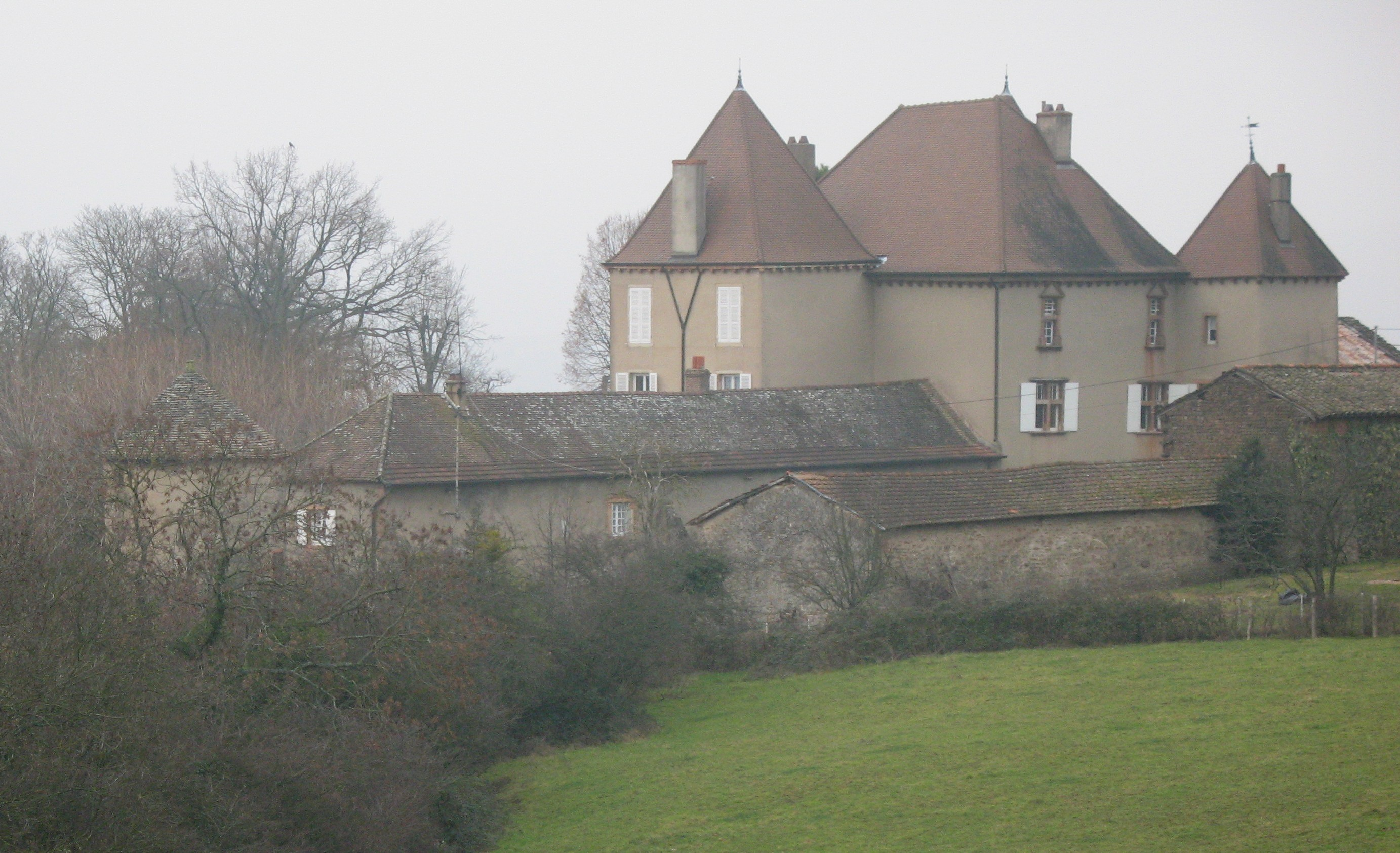
Schloss Chevagny-les-Chevrières

- Schloss Chevagny-les-Chevrières aus dem 15./16. Jahrhundert